# Tradusa
Tradusa är ett webbaserat verktyg för automatiserad översättning av texter mellan svenska, norska och danska. Tradusa som lanserades i september 2004 har även en omfattande fri onlineordbok för nämnda språk.[källa behövs] Enligt uppgifter från april 2018 hade sajten 11 889 besökare per månad.
Tradusa används främst av företag och myndigheter för översättning av affärskorrespondens, offerter, artiklar, pressmeddelanden, kataloger, kundtidningar, broschyrer, förvaltningstexter etc. 
Systemet baseras på regler för grammatik och böjningsmönster, algoritmer för sammansatta ord och ett lexikon med ca 250 000 ord och fraser. Ordförrådet utökas kontinuerligt av användarna vilket kategoriserar tjänsten som WEB 2.0.